# Classe Bonaria
La classe Bonaria è costituita da due navi tipo Cruise-Ferry gemelle costruite tra il 2001 ed il 2002 dalla Fincantieri di Sestri Ponente.

## Caratteristiche
Le unità della classe Bonaria possono essere classificate come fast cruise ferries: questa tipologia di navi prevede degli elevati comfort di bordo per i passeggeri, garantendo numerosi servizi tipici delle navi da crociera. Infatti, le due unità dispongono di 190 cabine e 108 poltrone e possono trasportare 1922 passeggeri con 110 autovetture e circa 140 semirimorchi, oppure 730 autovetture. Dispongono di 3 bar, un self service, un ristorante, una discoteca e una piscina all'aperto.

## Propulsione
Grazie a 4 motori diesel Wärtsilä 16V46C che erogano 67.200 kW di potenza, le navi possono raggiungere a pieno carico la velocità di crociera di 29 nodi e massima di 31 nodi. Tali prestazioni tuttavia, non vengono utilizzate per limitare i consumi di gasolio. Rispetto alle navi quasi gemelle di classe Bithia, Amsicora e Bonaria dispongono di motori più potenti di ben 15.000 kW.

## Navi appartenenti alla classe
| Nome           | Numero IMO | Immagine | Varo            | Cantiere       | Entrata in servizio | Rotte principali  |
| -------------- | ---------- | -------- | --------------- | -------------- | ------------------- | ----------------- |
| Knossos Palace | 9220330    |          | 14 giugno 2001  | Sestri Ponente | 11 dicembre 2001    | Pireo - Heraklion |
| Festos Palace  | 9220342    |          | 26 ottobre 2001 | Sestri Ponente | 10 maggio 2002      | Pireo - Heraklion |

## Servizio
La Olympia Palace, prima unità della classe, entrò nella flotta della Minoan Lines l'11 dicembre 2001 sulla rotta più importante per la compagnia, la Patrasso - Gomenizza - Ancona, grazie all'elevata velocità della nave e alla grande capacità merci di 2.000 metri lineari.
Il 10 maggio 2002 fu il turno dell'Europa Palace, che affiancò la gemella sulla medesima rotta garantendo il collegamento fra Grecia e Italia centrale in 18 ore. Le due unità servirono anche la rotta Candia - Pireo tra la penisola greca e l'isola di Creta.
Dal 2009 i traghetti vennero spostati sulla rotta Patrasso - Gomenizza - Venezia, in seguito all'entrata in servizio di unità più grandi come le gemelle Cruise Olympia e Cruise Europa che presero il posto sulla rotta da e per Ancona.
Durante la crisi economica del 2008 che attanagliò l'Europa ed in particolare la Grecia, e ad una conseguente perdita di traffico merci e passeggeri tra Italia e Grecia, la Minoan Lines decise nel 2012 di chiudere la rotta da e per Venezia lasciando le due navi in disarmo o in rinforzo ad altre linee, mettendole di fatto sul mercato.
Nell'estate 2012 vennero noleggiate dalla Tirrenia - CIN con lo scopo di sostituire i vecchi e lenti traghetti della classe Strade Romane sulla rotta tra Civitavecchia e Cagliari, rilanciando così l'immagine della nuova compagnia appena privatizzata.
Le due navi giunsero ai cantieri navali Palumbo di Messina il 19 luglio 2012 per le certificazioni e il cambio nome, ma la fretta di mettere la coppia di traghetti in linea per l'esodo estivo fece sì che le imbarcazioni rimasero con la livrea bianca a righe rosse della Minoan Lines, con l'aggiunta del logo blu Tirrenia sulle fiancate e della T sul fumaiolo.
La tratta Civitavecchia - Cagliari venne così coperta in 11 ore contro le 15/16 ore delle vecchie navi. Tuttavia, la rotta non venne percorsa alla potenziale velocità di crociera della nave (circa 30 nodi) per via degli elevati consumi che, sommati ad un traffico passeggeri e merci non elevato ed a tassazioni imposte dal Ministero dei trasporti, l'avrebbero resa antieconomica. Per cui la linea venne percorsa ad una velocità più modesta compresa tra i 21 e i 22 nodi, impiegando solo due dei quattro motori disponibili.
Le due navi nei mesi di bassa stagione vengono dirottate su altre rotte, come la Civitavecchia - Olbia e la Genova - Porto Torres, rotte dove si rende necessaria una maggiore capienza merci, spostando di conseguenza le unità tipo Bithia, con inferiore capacità di carico su Cagliari.

## Origine dei nomi
L'Olympia Palace fa riferimento all'omonima città dell'antica Grecia, sede dei giochi olimpici.
L'unità Europa Palace, invece, trae ispirazione dalla mitologia greca. Europa era figlia di Agenore e secondo il mito venne abusata da Zeus, per poi diventare la prima regina di Creta.
I nomi assegnati sotto la gestione Tirrenia CIN, fanno riferimento alla cultura Sarda. Amsicora fu un militare latifondista cartaginese della Sardegna che condusse la rivolta antiromana del 215 a.C., mentre Bonaria si riferisce a Nostra Signora di Bonaria, patrona della Sardegna e dei naviganti, ovvero la madre di Gesù.